# Damien Hempler
Damien Hempler  (* 28. März 1990) ist ein Schweizer Fussballspieler, der auf der Position des Abwehrspielers spielt.

## Karriere
Damien Hempler spielte in seiner Jugend beim Team Genève-Servette-Carouge, einem Zusammenzug von Talenten des Servette FC Genève und Étoile Carouge und erhielt im Jahr 2012 seinen ersten Profivertrag bei Étoile Carouge. Auf die Saison 2013/14 wechselte er dann zu Servette FC Genève, wo er sich aber nicht durchsetzen konnte und leihweise zu seinem Stammverein Étoile Carouge wechselte. Nach Ablauf der Leihfrist und des Vertrages Bei Servette FC Genève wechselte er zum Lancy FC. 